# Tonga nos Jogos Olímpicos de Verão de 1992
Tonga participou dos Jogos Olímpicos de Verão de 1992 em Barcelona, Espanha.

## Resultados por Evento

### Atletismo
100 m masculino
- Tolutau Koula
  - Eliminatórias — 10.85 (→ não avançou)

400 m com barreiras masculino
- Paeaki Kokohu
  - Eliminatórias — 56.99 (→ não avançou)